# Karl Zindel
Karl Zindel, född 26 december 1894 i Palermo, död 19 april 1945 i Stuttgart, var en tysk promoverad jurist och SS-Standartenführer. Under andra världskriget var han tysk representant vid Interpol och gjorde sig känd som en av de tyska ämbetsmän som organiserade förföljelsen av zigenare.

## Biografi
Innan Zindel 1914 blev inkallad till krigstjänst i den preussiska armén, hann han påbörja studier i rättsvetenskap. Efter kriget entledigades han från armén som Oberleutnant och återupptog sina studier. År 1922 promoverades han till juris doktor och kom senare att ingå i Stuttgarts polisstyrelse. Från 1926 till 1928 var Zindel verksam vid polisavdelningen i det württembergska inrikesministeriet och befordrades till Regierungsrat.
Den 30 januari 1933 utnämndes Adolf Hitler till Tysklands rikskansler. Den 1 maj samma år blev Zindel medlem i Nationalsocialistiska tyska arbetarepartiet (NSDAP); han gick även med i Nationalsozialistisches Kraftfahrkorps (NSKK) och blev Förderndes Mitglied der SS. I september året därpå utsågs han tillsammans med Arthur Nebe till representant i Internationella Kriminalpoliskommissionen (Interpol) och blev förbindelseman mellan denna organisation och den tyska regeringen.
Från 1936 hade Zindel en ledande befattning inom Geheime Staatspolizeiamt och kom att kallas för Gestapo-chefen Heinrich Müllers "faktotum", det vill säga hjälpreda. Inom Gestapo var Zindel chef för avdelningen för organisation och rätt och förordade att myndigheten skulle samordna gripandet, identifieringen och registreringen av zigenare. Han försökte utarbeta metoder för hur zigenarna på ett effektivt sätt skulle kunna förvisas från det offentliga livet och som främmande inslag avlägsnas från den tyska folkgemenskapen. Zindel centraliserade och samordnade nazisternas åtgärder mot zigenarna samt förberedde en för detta ändamålsenlig lagstiftning.

### Reichssicherheitshauptamt
Den 27 september 1939 grundade Reichsführer-SS Heinrich Himmler Tredje rikets nya säkerhets- och underrättelseministerium — Reichssicherheitshauptamt (RSHA). Zindel utnämndes till chef för avdelning Ia som sysslade med rättsfrågor. I november 1940 sändes Zindel, som RSHA-chefen Reinhard Heydrichs representant, till de av Italien ockuperade territorierna i Nordafrika. Zindels uppgift bestod i att organisera utbildningen av säkerhetspoliser som skulle tjänstgöra i tysk- och italienskkontrollerade områden i Nordafrika. Heydrich utsåg Zindel året därpå till särskild representant vid Interpol, vilken han själv var chef för. Denna post innehade Zindel till krigsslutet 1945.

### Död
I andra världskrigets slutskede åkte Zindel till Berlin och samlade ihop vad som återstod av Interpols dokument och körde därefter till franska militärens högkvarter i Stuttgart. Han överlämnade handlingarna och sig själv till de franska officerarna. De tog emot dokumentsamlingen, men uppmanade Zindel att återkomma senare. Zindel gick då till en park, satte sig på en bänk och svalde en cyanidampull.

## Utmärkelser
- Järnkorset av första klassen (första världskriget)
- Järnkorset av andra klassen (första världskriget)
- Ärekorset
- SS Hederssvärd
- Totenkopfring